# Campeonato Carioca de Futebol de 1985
O Campeonato Carioca de Futebol de 1985 foi a 88.ª edição da principal divisão do futebol no Rio de Janeiro e foi marcado pelo tricampeonato consecutivo do Fluminense, que já havia conquistado dois títulos em 1983 e 1984 - este último contra o Flamengo.
A competição também remete a uma das melhores fases da história do Bangu, que, apesar do bom time que tinha naquele momento, não obteve nenhuma conquista relevante senão o inédito vice-título do Campeonato Brasileiro e o vice-título do Campeonato Estadual.
A média de público pagante do campeonato foi de 7.539.

## Regulamento
O certame teve a participação de 12 clubes e foi dividido em dois turnos, com os vencedores de cada turno se classificando para a decisão do título. Se o clube com a melhor campanha somando-se os dois turnos não fosse o vencedor um dos deles, este clube estará também classificado à fase final decisiva.

## Classificação

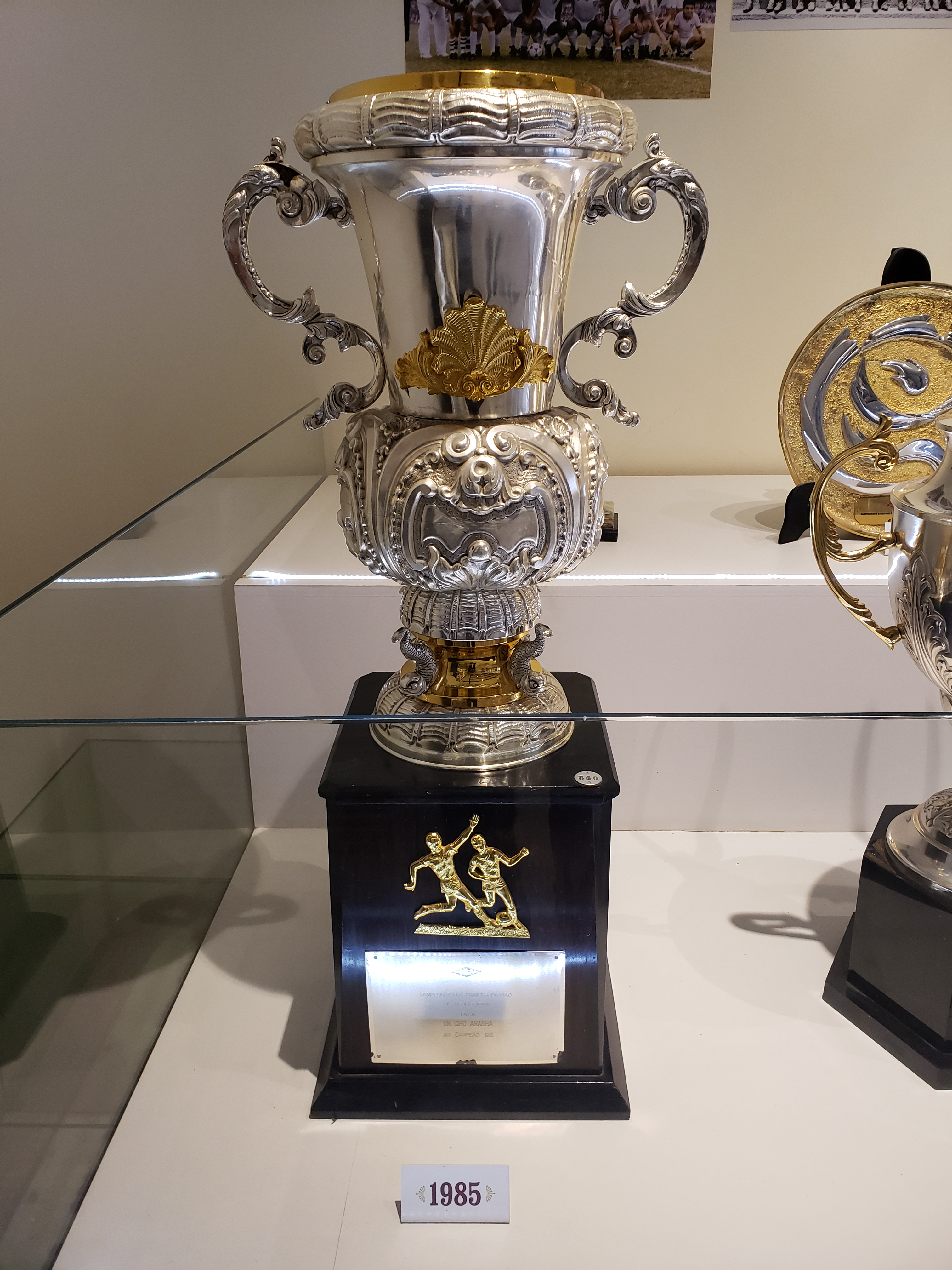
Taça do Carioca de 1985.

### 1º Turno (Taça Guanabara)
| Classificação | Classificação | Classificação | Classificação | Classificação | Classificação | Classificação | Classificação | Classificação | Classificação |
| Pos           | Time          | PG            | J             | V             | E             | D             | GP            | GS            | SG            |
| ------------- | ------------- | ------------- | ------------- | ------------- | ------------- | ------------- | ------------- | ------------- | ------------- |
| 1             | Fluminense    | 19            | 11            | 8             | 3             | 0             | 13            | 3             | +10           |
| 2             | Vasco da Gama | 17            | 11            | 6             | 5             | 0             | 20            | 6             | +14           |
| 3             | Bangu         | 16            | 11            | 6             | 4             | 1             | 20            | 8             | +12           |
| 4             | Flamengo      | 14            | 11            | 5             | 4             | 2             | 12            | 6             | +6            |
| 5             | Botafogo      | 11            | 11            | 4             | 3             | 4             | 6             | 6             | 0             |
| 6             | Portuguesa    | 9             | 11            | 4             | 1             | 6             | 8             | 18            | -10           |
| 7             | America       | 9             | 11            | 3             | 3             | 5             | 8             | 8             | 0             |
| 8             | Olaria        | 9             | 11            | 3             | 3             | 5             | 8             | 11            | -3            |
| 9             | Volta Redonda | 9             | 11            | 3             | 3             | 5             | 10            | 14            | -4            |
| 10            | Americano     | 9             | 11            | 3             | 3             | 5             | 8             | 15            | -7            |
| 11            | Goytacaz      | 7             | 11            | 2             | 3             | 6             | 10            | 9             | +1            |
| 12            | Bonsucesso    | 3             | 11            | 1             | 1             | 9             | 4             | 23            | -19           |

### 2º Turno (Taça Rio de Janeiro)
| Classificação | Classificação | Classificação | Classificação | Classificação | Classificação | Classificação | Classificação | Classificação | Classificação |
| Pos           | Time          | PG            | J             | V             | E             | D             | GP            | GS            | SG            |
| ------------- | ------------- | ------------- | ------------- | ------------- | ------------- | ------------- | ------------- | ------------- | ------------- |
| 1             | Flamengo      | 19            | 11            | 8             | 3             | 0             | 18            | 5             | +13           |
| 1             | Bangu         | 19            | 11            | 8             | 3             | 0             | 18            | 6             | +12           |
| 3             | America       | 16            | 11            | 6             | 4             | 1             | 18            | 8             | +10           |
| 4             | Fluminense    | 15            | 11            | 6             | 3             | 2             | 16            | 7             | +9            |
| 5             | Vasco da Gama | 12            | 11            | 5             | 2             | 4             | 18            | 9             | +9            |
| 6             | Americano     | 12            | 11            | 3             | 6             | 2             | 8             | 8             | 0             |
| 7             | Bonsucesso    | 10            | 11            | 4             | 2             | 5             | 9             | 20            | -11           |
| 8             | Olaria        | 8             | 11            | 1             | 6             | 4             | 8             | 8             | 0             |
| 9             | Goytacaz      | 8             | 11            | 1             | 6             | 4             | 7             | 11            | -4            |
| 10            | Botafogo      | 5             | 11            | 1             | 3             | 7             | 8             | 16            | -8            |
| 11            | Portuguesa    | 5             | 11            | 0             | 5             | 6             | 3             | 15            | -12           |
| 12            | Volta Redonda | 3             | 11            | 0             | 3             | 8             | 8             | 26            | -18           |

Jogo de Desempate
| 8 de dezembro | Flamengo   | 1 – 0 | Bangu | Maracanã                               |
|               | Adílio 16' |       |       | Público: 70 060 Árbitro: Roberto Costa |

### Classificação acumulada dos dois turnos
| Classificação | Classificação | Classificação | Classificação | Classificação | Classificação | Classificação | Classificação | Classificação | Classificação |
| Pos           | Time          | PG            | J             | V             | E             | D             | GP            | GS            | SG            |
| ------------- | ------------- | ------------- | ------------- | ------------- | ------------- | ------------- | ------------- | ------------- | ------------- |
| 1             | Bangu         | 35            | 22            | 14            | 7             | 1             | 38            | 14            | +24           |
| 2             | Fluminense    | 34            | 22            | 14            | 6             | 2             | 29            | 10            | +19           |
| 3             | Flamengo      | 33            | 22            | 13            | 7             | 2             | 30            | 11            | +19           |
| 4             | Vasco da Gama | 29            | 22            | 11            | 7             | 4             | 38            | 15            | +23           |
| 5             | America       | 25            | 22            | 9             | 7             | 6             | 26            | 16            | +10           |
| 6             | Americano     | 21            | 22            | 6             | 9             | 7             | 16            | 23            | -7            |
| 7             | Olaria        | 17            | 22            | 4             | 9             | 9             | 16            | 19            | -3            |
| 8             | Botafogo      | 16            | 22            | 5             | 6             | 11            | 14            | 22            | -8            |
| 9             | Goytacaz      | 15            | 22            | 3             | 9             | 10            | 17            | 20            | -3            |
| 10            | Portuguesa    | 14            | 22            | 4             | 6             | 12            | 11            | 33            | -22           |
| 11            | Bonsucesso    | 13            | 22            | 5             | 3             | 14            | 13            | 43            | -30           |
| 12            | Volta Redonda | 12            | 22            | 3             | 6             | 13            | 18            | 40            | -22           |

## Triangular final
Primeiro jogo
| 11 de dezembro | Flamengo    | 1 – 1 | Fluminense     | Maracanã                                   |
|                | Leandro 90' |       | Washington 38' | Público: 95 049 Árbitro: Luis Carlos Félix |

Segundo jogo
| 15 de dezembro | Bangu                        | 2 – 1 | Flamengo   | Maracanã                                     |
|                | Marinho 61' · Arturzinho 66' |       | Bebeto 85' | Público: 93 433 Árbitro: José Roberto Wright |

Terceiro jogo
| 18 de dezembro | Fluminense                  | 2 – 1 | Bangu      | Maracanã                                     |
|                | Romerito 63' · Paulinho 76' |       | Marinho 4' | Público: 88 162 Árbitro: José Roberto Wright |